# Michael Lebler
Michael Lebler (* 30. Dezember 1986 in Penticton, British Columbia) ist ein ehemaliger kanadisch-österreichischer Eishockeyspieler, der unter anderem für den EHC Linz in der Österreichischen Eishockey-Liga aktiv war. Sein Vater Edward war und sein Bruder Brian ist ebenfalls Eishockeyspieler. 

## Karriere
Michael Lebler begann seine Karriere als Eishockeyspieler in seiner Heimatstadt bei den Penticton Vees, für die er in der Saison 2004/05 in der Juniorenliga British Columbia Hockey League aktiv war. Anschließend spielte er zwei Jahre lang für das Juniorenteam Nelson Leafs aus der Kootenay International Junior Hockey League. Von 2007 bis 2011 besuchte er die Iowa State University, für deren Eishockeymannschaft er parallel zu seinem Studium in der American Collegiate Hockey Association antrat. Zur Saison 2011/12 wechselte er zusammen mit seinem Bruder Brian zum EHC Linz aus der Österreichischen Eishockey-Liga. Mit der Mannschaft gewann er im Frühjahr 2012 den nationalen Meistertitel. Im Oktober 2012 wurde Michael Lebler an den Dornbirner EC ausgeliehen, ehe er seine Karriere im Dezember des gleichen Jahres beendete. Anschließend kehrte er nach Kanada zurück, um als Ingenieur zu arbeiten.

## Erfolge und Auszeichnungen
- 2012 Österreichischer Meister mit dem EHC Linz